# Jalaluddin Haqqani
Jalaluddin Haqqani (Pasjtoe: جلال الدين حقاني) (Paktia, 1939 - Afghanistan, 3 september 2018) was de officiële aanvoerder van het Haqqani-netwerk in Afghanistan en een van de belangrijkste strijders in de oorlog in Afghanistan. Hij was jarenlang een belangrijk guerrillastrijder, maar de laatste jaren van zijn leven werden zijn taken vooral door zijn zoon Sirajuddin Haqqani vervuld.
Haqqani was een Pashtun en groeide op in Khost. Hij volgde een religieuze opleiding en behaalde een doctoraat in 1970 en behaalde zo de titel van mawlawi. Hij was een van de velen die de macht van het nieuwe staatshoofd Mohammed Daoud Khan bestreed en moest daarom in ballingschap naar Pakistan. Daar legde hij contacten met de Pakistaanse geheime dienst ISI en werkte met hen samen. Deze samenwerking zou zo verdergaan en tijdens de Afghaanse oorlog van 1979 zou hij ook met de CIA samenwerken tegen de Sovjets.
Nadat de Sovjets verjaagd waren werkte hij eerst samen met de regering en werd minister van Defensie, maar hij liep in 1996 over naar de Taliban. Hij werd door de Taliban aangesteld als militair commandant en bestreed de troepen van Massoud. Na de oorlog in Afghanistan vluchtte hij en mogelijk zou hij ook Osama Bin Laden helpen vluchten naar Pakistan. Hij vormde een van de belangrijkste figuren in de opstand tegen de VS en hij zou het principe van zelfmoordaanslagen hebben geïntroduceerd in Afghanistan. Hij was een van de belangrijkste figuren in de Afghaanse politiek en na de verdrijving van de Taliban had Karzai geprobeerd om Haqqani in zijn regering te krijgen, maar deze weigerde. Sindsdien probeerden de VS hem verschillende keren uit te schakelen. In 2008 volgde een raketaanval op zijn dorp, maar Haqqani bleef ongedeerd. Haqqani bleef onvindbaar, mogelijk met de hulp van ISI hoewel deze dat openlijk ontkennen. In 2012 werd het Haqqani-netwerk op de lijst met terroristische organisaties gezet door de VS. Gehinderd door zijn leeftijd en ziekte nam zijn zoon het feitelijk bevel over het Haqqani-netwerk van hem over.
Hij overleed aan zijn ziekte in september 2018.